# Celso Roberto
Celso Roberto Ferreira Carlos (Cubal, 8 de abril de 1975) é um ator angolano.

## Biografia
Celso Roberto nasceu em Cubal, na província de Benguela em 1975. Estreou a sua carreira em 2001, na minissérie angolana "Vidas Ocultas", série de ficção baseada num romance original de Pepetela e produzido pela TPA, sendo que seu primeiro protagonista veio em 2012 na telenovela Windeck, um grande sucesso que chegou a ser indicado ao emmy. Com o personagem Kiluanji Voss onde contracava com; Micaela Reis, Nádia Silva, Ery Costa, Eric Santos, Tânia Burity, Fredy Costa e Grace Mendes, Marta Faial, Edusa Chindecasse, Rui Santos.
Em Portugal estreou-se em 2015 na telenovela "A Única Mulher" (TVI), onde contracenou com atores portugueses como Alexandra Lencastre, Lourenço Ortigão, Ana Sofia Martins, Nuno Homem de Sá, Marta Faial, Pêpê Rapazote, entre outros. Seguido pelo personagem “Raúl Bandiza” na telenovela “A Impostora” (TVI) em 2018, onde contracenou com: Rita Cruz, Fernanda Serrano, Diogo Infante, Ana Varela, Maria Leite entre outros. Seguindo-se outros trabalhos como ator em novelas e minisséries portuguesas.
Foi modelo entre 1999 e 2012, tendo feito vários trabalhos em passerelles, publicidades em televisão e Outdoors.
Ligado a música desde muito jovem, foi sonoplasta de rádio e ao mesmo tempo DJ. Celso Roberto fez o lançamento do seu primeiro CD, KARAVANA DA SAUDADE como cantor e produtor musical, em 2017, um CD de novas roupagens de SEMBA e KIZOMBA, com participações de vários artistas.

## Carreira

### Televisão
| Ano  | Título                           | Papel           |
| ---- | -------------------------------- | --------------- |
| 2001 | Vidas Ocultas                    | Justino         |
| 2001 | Reviravolta                      | Braúlio         |
| 2004 | Doce Pitanga                     | Professor Jorge |
| 2012 | Windeck                          | Kiluanji Voss   |
| 2014 | Jikulumessu                      | Bruno Maieco    |
| 2015 | A Única Mulher                   | Vemba           |
| 2018 | A Impostora                      | Raúl Bandiza    |
| 2019 | Alma e Coração                   |                 |
| 2019 | Golpe de Sorte Especial de Natal | Segurança       |
| 2020 | Amar Demais                      | Seguraça        |

### Música
| Ano  | Titulo              |
| ---- | ------------------- |
| 2017 | KARAVANA DA SAUDADE |